# 便利朗角
便利朗角（或譯班納隆角、本尼朗角、贝尼朗角）是澳大利亚新南威尔士州悉尼港的一个岬角。自从1970年代以来，便利朗角就因作为悉尼歌剧院的所在地而闻名于世。

## 历史

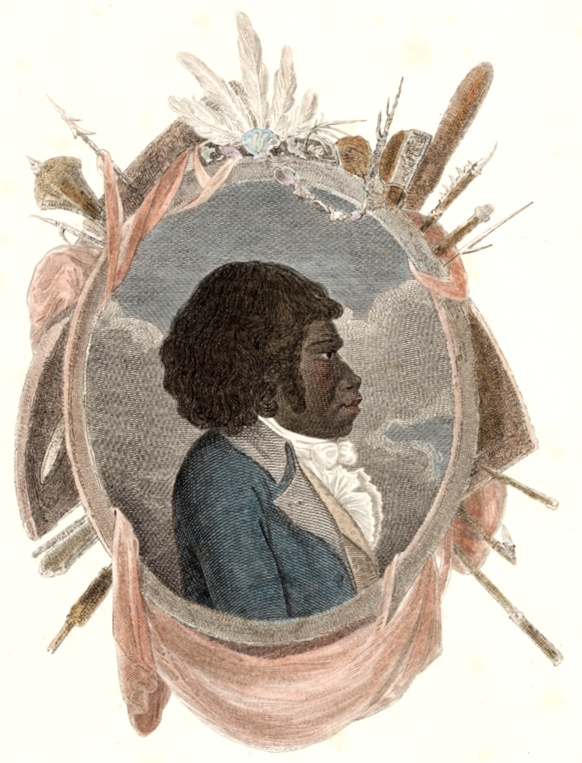
被英国殖民者聘为翻译官的当地原住民“便利朗”（Bennelong）。此地因而得名。

在欧洲人前来定居之前，当地原住民尕迪盖尔人将该地区称为Dubbagullee 。 
十九世纪以前的便利朗角其实是一个小潮汐岛。满潮的时候，其北端与悉尼湾南部的海岸彻底被潮水隔开，而在其他的大部分时候则与海湾连成一体，形成一个半岛海岬。便利朗角，或者说“便利朗岛”主要由岩石组成，在其西侧有一个天然的小海滩。在1788年殖民舰队刚刚在悉尼湾登陆的最初一段时间内，由于总督亚瑟·菲利普与他率领的的殖民舰队从开普敦带来澳洲的第一批牛和马都被圈养在此处，这个海角被殖民者称为牛角（Cattle Point）
由于潮汐岛的潮间带很适合贝壳的生长繁殖，便利朗角周围的浅海内牡蛎众多，原住民也因此以此为食。登陆后，殖民者发现在该地区散落很多当地原住民长年采集牡蛎肉后随手丢弃的牡蛎壳。成年累月，几乎堆积成山。见此情景，抱着资源利用的想法，殖民官员命令随舰队到达的流放女囚将这些牡蛎壳重新收集起来，烧成石灰，拌为水泥砂浆以建设这个一穷二白的新殖民地。由于这段往事，这个海角被赋予了殖民者登陆以来的第二个名字：石灰烧工角（Limeburners'Point）。不过在烧完了海角上堆积的所有牡蛎壳之后，生产出来的所有石灰也仅仅勉强够建起一座建筑物——一栋堪堪两层的政府大楼。 
1790年代初期，被英国殖民者聘为翻译官的当地原住民“便利朗”（Bennelong）要求时任总督亚瑟·菲利普在此地为他建造一座砖砌小屋作为报酬并以他的名字为此地命名。总督恩准了他的请求，这片海岬从此便定下了“便利朗角”这个沿用至今的名字。
1798年12月，威廉·肯特（时任海军中校）带领殖民者用卸下的第一殖民舰队中“补给号”军舰（HMS Supply）的舰炮，在便利朗角的最北端建造了一个半月形的炮台，即麦格理堡，以保卫这个新生的脆弱殖民地。麦格理堡经过多次扩建及改造，最终在20世纪伊始退出现役，交由地方当局改建为电车停车场。
在1818年至1821年期间，当地的一个主要功能就是作为殖民地区的采石场。为了开辟出一块平整的场地并为麦格理堡的建造提供合适的石材，整个海岬上的崎岖丘陵全部被挖平，潮间带也全部被采下的岩石所填满。自此，便利朗角彻底脱离了潮汐岛的身份，成为了一个永久的海岬。除了建造堡垒以外，采自便利朗角的一部分石材也被用以修筑从悉尼湾到农场湾的一条道路。这条当年的石头小径，就是现如今悉尼海湾的塔沛安大道（Tarpeian Way）的前身。
在此之后，直到1950年代后期因为开工建设悉尼歌剧院而进行了大规模挖掘之前，好几代人都几乎遗忘了这个看似天成的海岬其实曾经是一个潮汐岛。这个事实终究在为了建设歌剧院而进行的地质调查中被“重新发现”，并通过查阅古籍纪录被证实。在世界闻名的歌剧院被建造起来之前，便利朗角曾是一个电车站的所在地。

## 图集

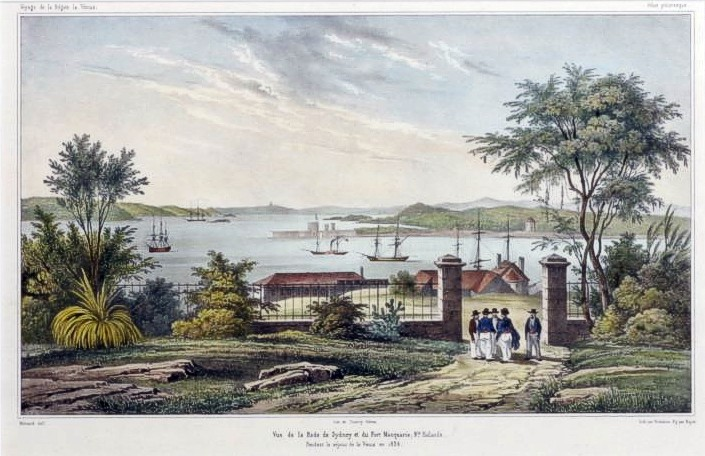
约1841年时，从便利朗角北端堡垒向悉尼湾眺望的海景
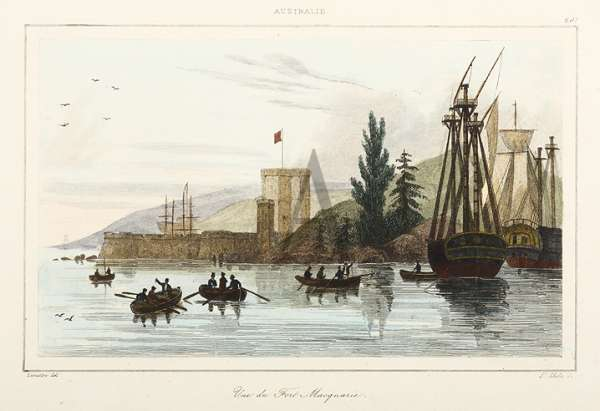
1845年的便利朗角水彩画
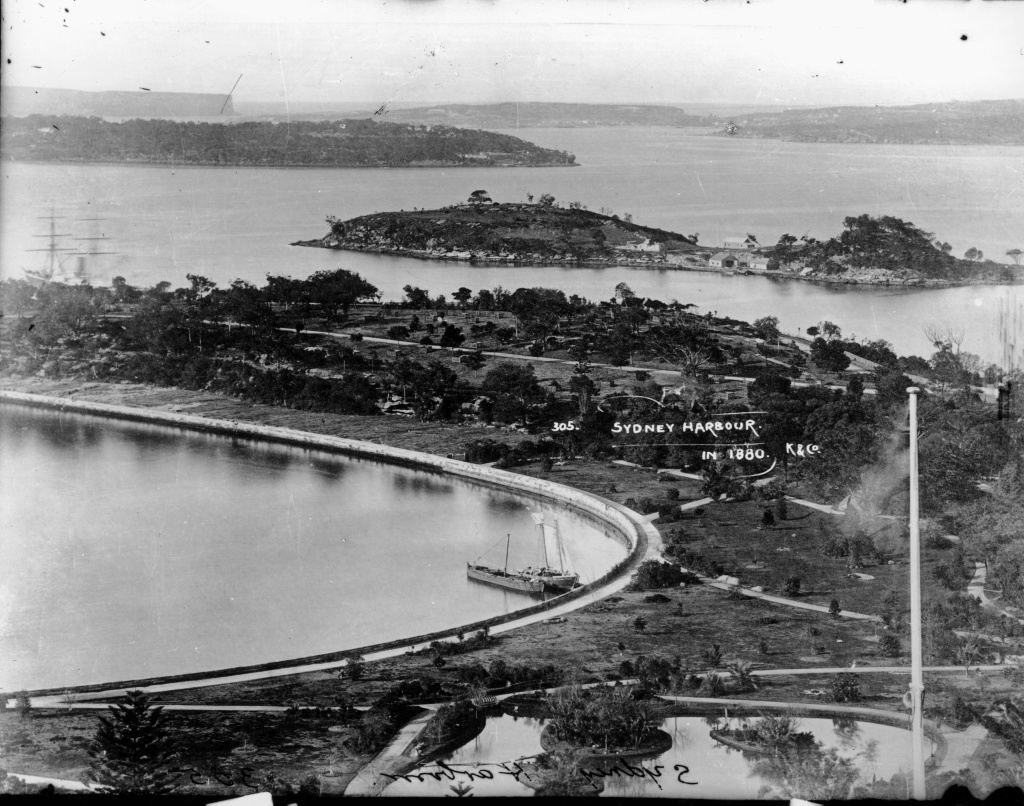
1880年代的悉尼湾，近处半岛为便利朗角，其背后为农场湾
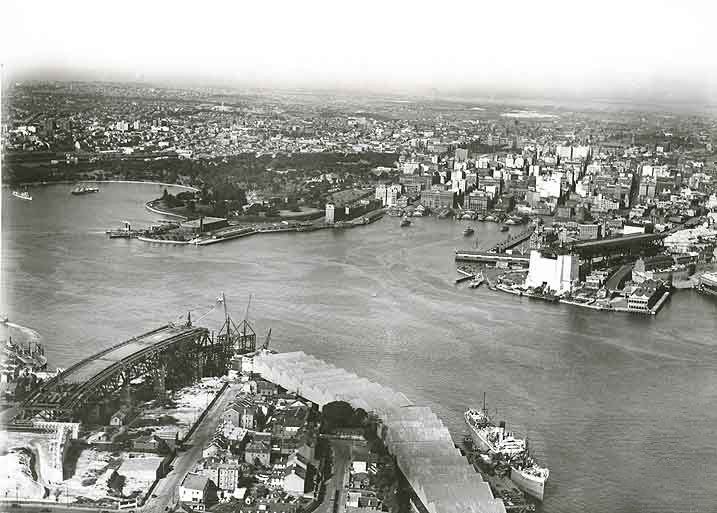
1920 年代的便利朗角
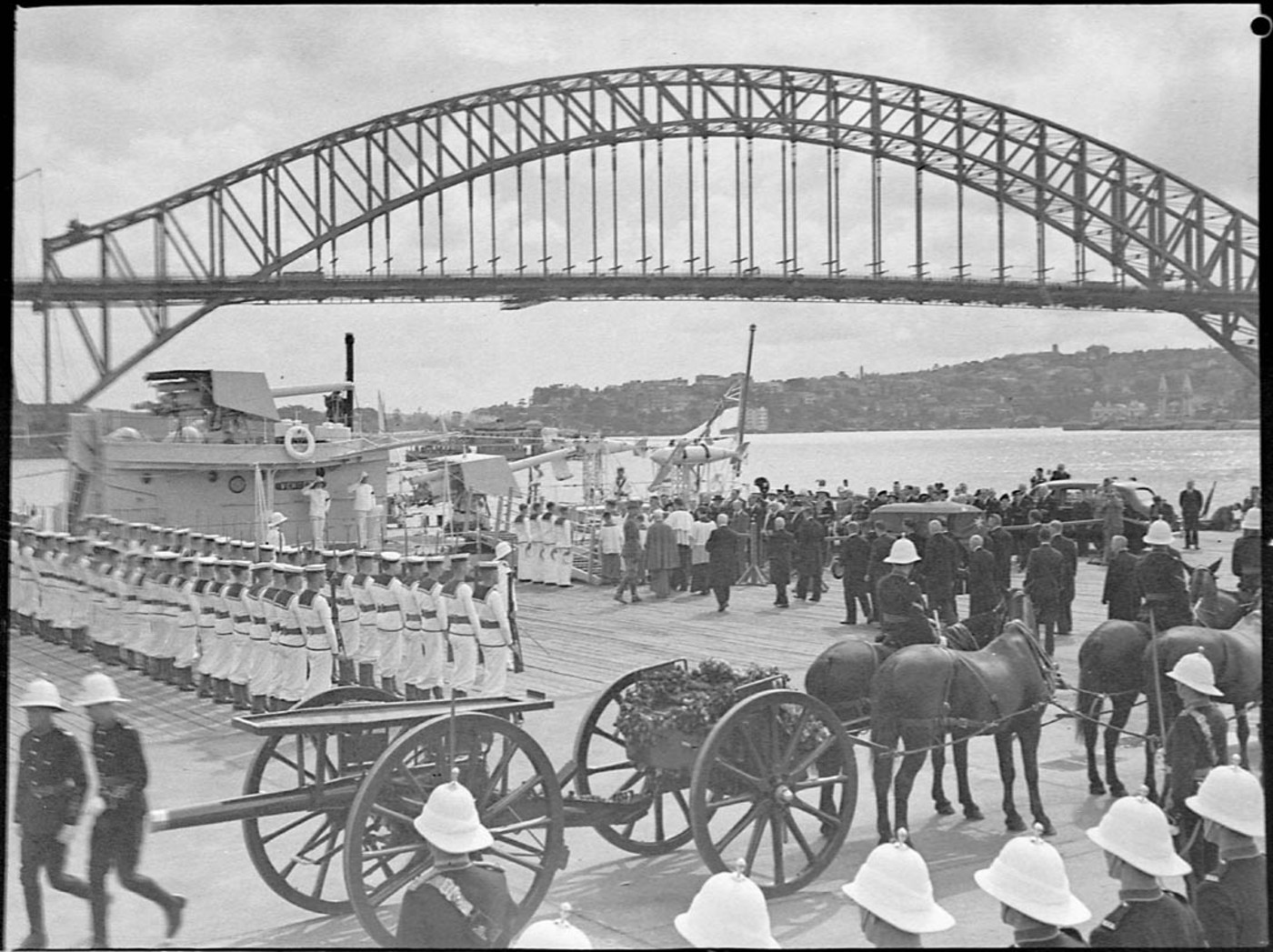
1939年，时任澳洲总理约瑟夫·莱昂斯在悉尼突发心脏病离世。照片摄于其遗体在葬礼后于便利朗角登上军舰，归葬其位于塔斯马尼亚州的故里。
1940年代的便利朗角
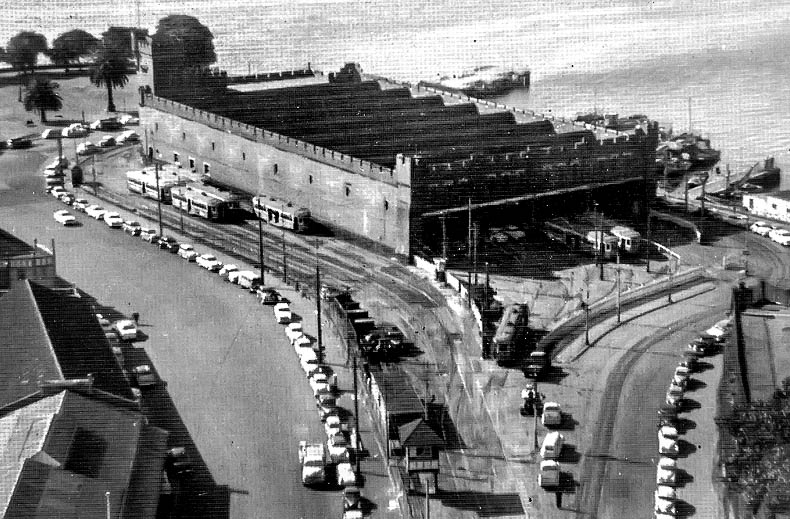
1958年拆除前不久的麦夸里堡电车站
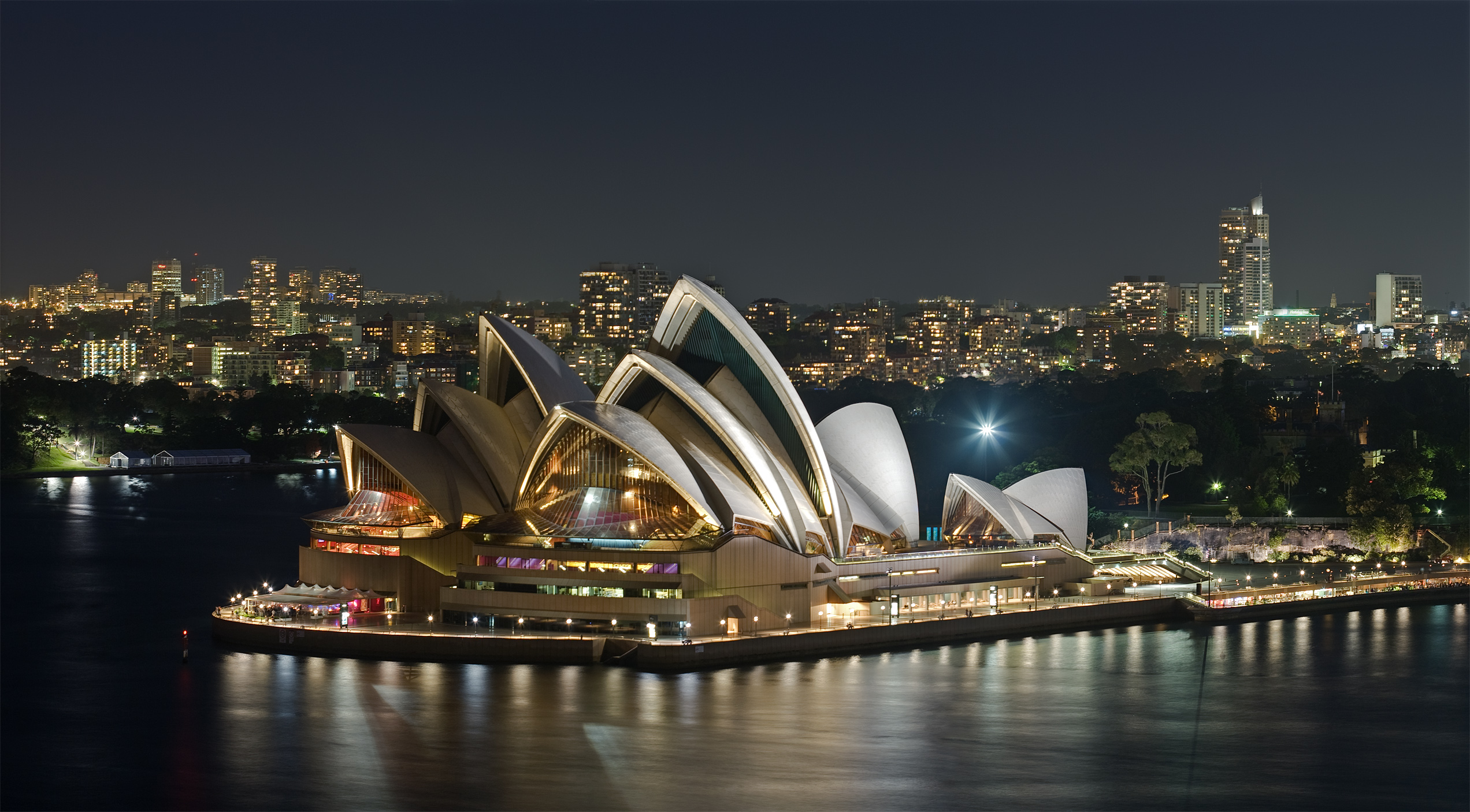
悉尼歌剧院与悉尼天际线夜景，摄于2008年
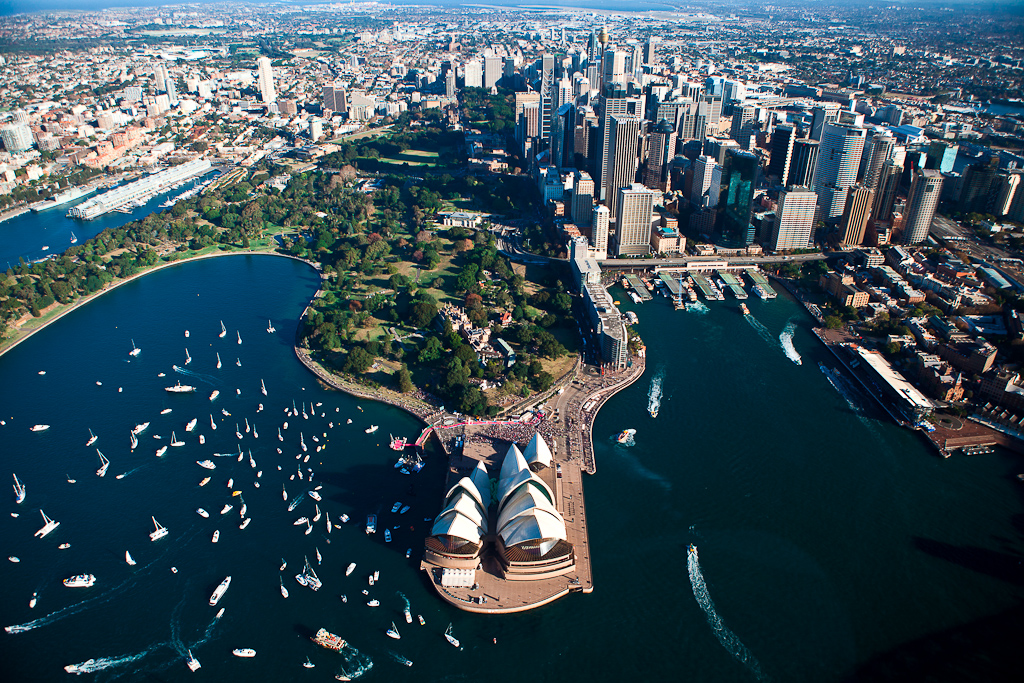
航拍俯瞰如今的便利朗角，摄于2010 年
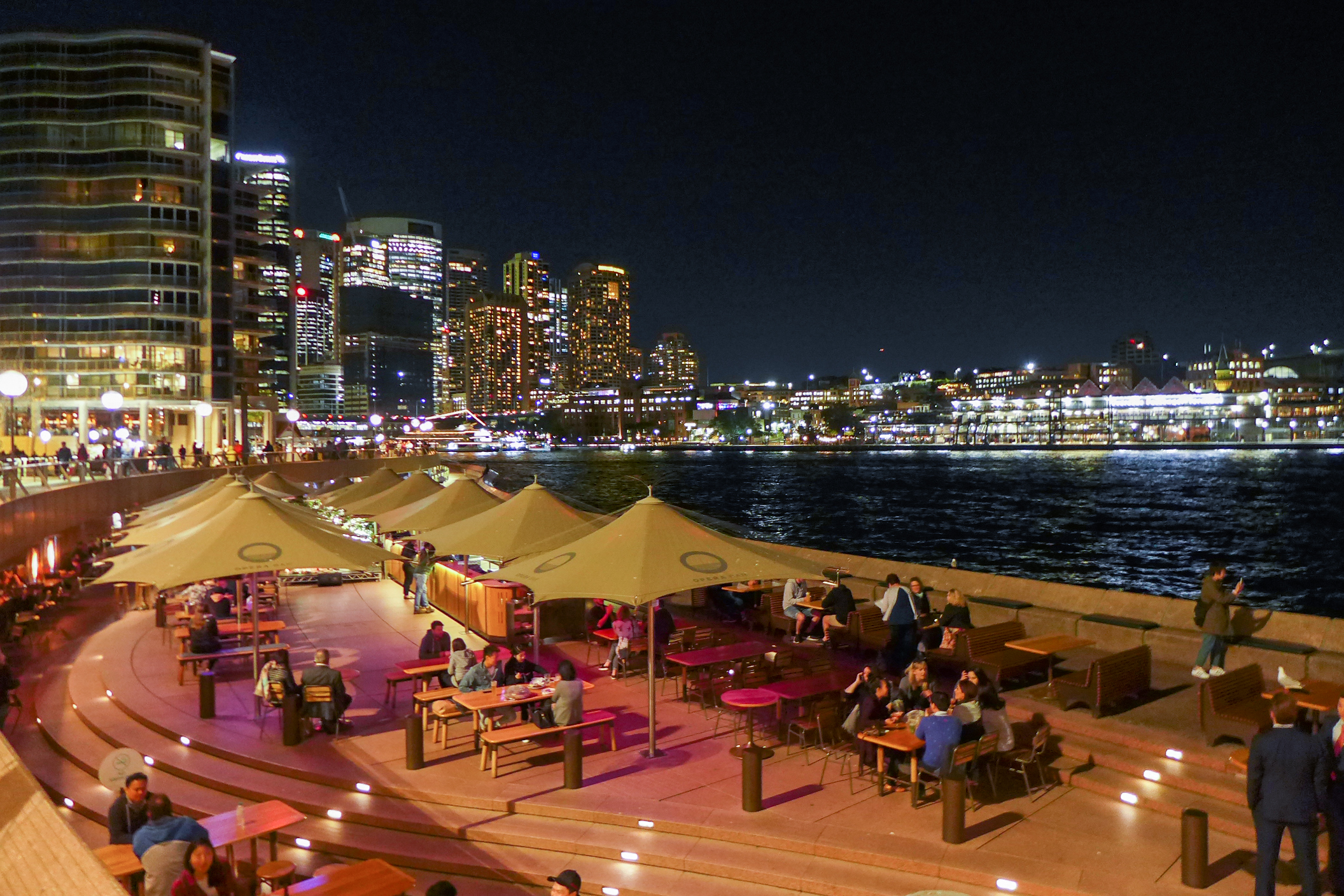
从便利朗角北望悉尼夜景，摄于2017年
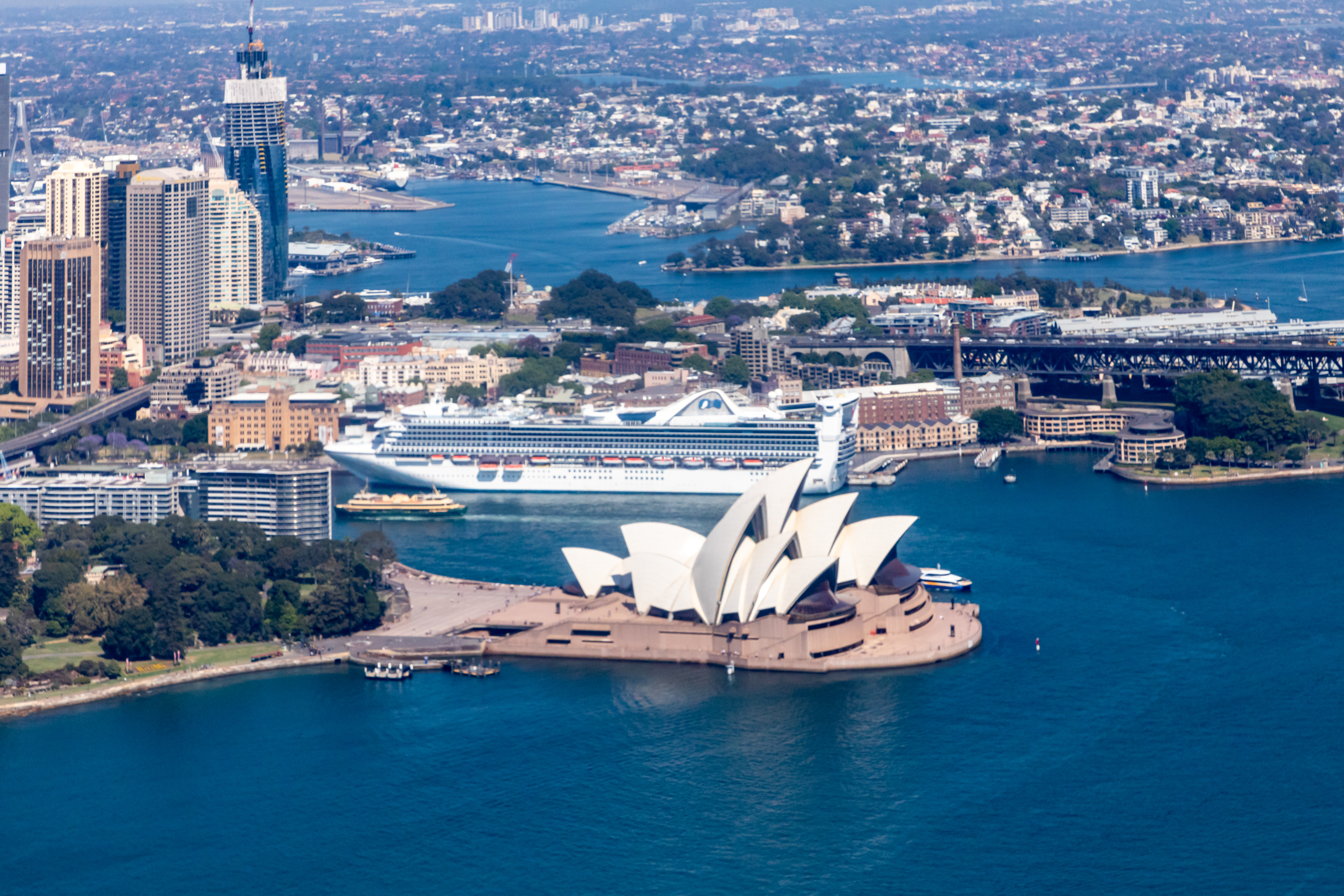
从东面鸟瞰便利朗角，摄于2019年

## 附近
- 农场湾
- 悉尼海港大桥